# Françoise Dolto
Françoise Dolto (nata Marette) (Parigi, 6 novembre 1908 – Parigi, 25 agosto 1988) è stata una pediatra e psicoanalista francese, specializzata nell'ambito dell'infanzia; è riconosciuta sia in questo ambito per la sua pratica specifica, ma anche per l’apporto teorico alla psicanalisi, soprattutto per quel che riguarda l’immagine inconscia del corpo.
Ha operato per diffondere al grande pubblico le sue conoscenze nel 1960 tramite una trasmissione radio. Allieva di Jacques Lacan insieme al quale, nel 1964, ha fondato la Scuola Freudiana di Parigi. I suoi lavori scientifici le hanno dato una notorietà di livello mondiale. Nel 1979 ha dato il via alla Maison Verte, uno spazio di socializzazione per la crescita dei bambini e delle bambine.

## Biografia

### Famiglia
Françoise Marette proviene da una famiglia borghese conservatrice del XVI arrondissement di Parigi: sua madre Suzanne Demmler, di ceppo alsaziano, arriva dall'École Polytechnique, il politecnico di Parigi, e suo padre Henri Marette è un ingegnere. Quarta figlia in una famiglia di sette tra fratelli e sorelle (un fratello è Jacques Marette (1922-1984), ministro delle Poste e delle Telecomunicazioni dal 1962 al 1967).

### Infanzia
È stata istruita in maniera tradizionale, seguendo i valori delle famiglie cattoliche reazionarie.
A otto anni inizia a dire di voler diventare "medico dell'educazione" ovvero, spiega "un medico che sa che quando ci sono dei problemi nell'educazione si hanno malattie nei bambini, che non sono vere malattie ma che creano veramente dei problemi nelle famiglie e complicano la vita dei bambini che potrebbe essere tanto tranquilla!".
Sempre a otto anni muore il suo zio e padrino in guerra. Avendogli assegnato un posto di sposo simbolico (lo chiamava "fidanzato") porta il lutto come una vedova di guerra.
A dodici anni è stata profondamente provata dalla morte della sorella maggiore Jacqueline, di diciotto anni, la preferita della madre. La madre, con cui ha sempre avuto un pessimo rapporto, cade in depressione e accusa Françoise di non avere pregato abbastanza per la guarigione della sorella. A proposito Françoise dice: "ho visto mia madre soffrire tanto al punto che non poteva tollerare la vista di un bambino disabile in strada, ero accanto a lei, così, rattrappita di sofferenza per lei e per il bambino che lei insultava (assieme alla madre del bambino che spingeva il passeggino) 'è terribile vedere questo vivere e dei bei bambini che muoiono, che vergogna!' ho provato così delle cose talmente dolorose, con una tale compassione per la gente che soffriva, perché non potevo fare nient'altro."

### Gioventù e formazione
Per sua madre una ragazza non ha altri orizzonti che il matrimonio e, forte di questo principio, le vieterà di proseguire gli studi. A sedici anni deve affrontare la volontà della madre che non vuole lasciarle prendere il diploma, perché in questa maniera non sarebbe più stata maritabile. Ma lei va comunque al liceo, studia filosofia e passa l'esame finale.
Nel 1930 prende il diploma da infermiera. Un anno dopo comincia gli studi di medicina con suo fratello Philippe.
Nel 1932, sotto la raccomandazione di Marc Schlumberger, incontra lo psicanalista René Laforgue (che aveva già accolto in cura suo fratello Philippe un anno prima) e partecipa agli inizi del freudismo francese iniziando una psicoanalisi con lui a partire dal 1934. Questo rapporto analitico dura 3 anni. Trovando delle attitudini in Françoise, Laforgue le consiglia di diventare lei stessa psicoanalista, cosa che lei inizialmente rifiuta, volendosi consacrare alla medicina. Questa analisi la libera però dalla sua nevrosi, dal peso della propria educazione, dal luogo di origine e da sua madre depressa facendo di lei un'altra donna.
Durante il corso della sua formazione medica, incontra Sophie Morgenstern che l'assisterà più tardi. Quest'ultima fu la prima a praticare la psicanalisi dei bambini in Francia: è lei a confidarle che è obbligatorio ascoltare, e soltanto ascoltare, i bambini che doveva curare. "Lei ha gettato le basi di una metodica psicanalitica di terapia dei bambini incentrata sull'ascolto dell'inconscio e sullo sbarazzarsi dello sguardo psichiatrico!".
Nel 1938, incontra Édouard Pichon. Nel 1939 sostiene la tesi: pediatria e psicoanalisi, nella quale espone alcune basi della sua metodica di psicoanalisi dei bambini che svilupperà durante la sua vita, specialmente il metodo di parlare direttamente ai bambini del loro vissuto aiutandosi con un linguaggio per loro comprensibile.
Nel 1938 incontra Jacques Lacan, legge I complessi famigliari, segue le sue lezioni al Centre hospitalier Sainte-Anne e resta in contatto con lui per tutto il resto della propria carriera spesso riprendendo, a modo proprio, numerosi dei suoi concetti. Secondo Élisabeth Roudinesco, Lacan e Dolto furono "una figura di coppia parentale per generazioni di psicanalisti francesi". Astrid Quemener riporta che "i due psicanalisti erano amici e avevano una grande stima reciproca. Se Dolto ogni tanto diceva di non comprendere quello che Lacan scriveva, lui le rispondeva che non ne aveva bisogno perché lo applicava già nella pratica quotidiana, ed era molto più che un semplice complimento di circostanza in quanto spesso Lacan le affidava proprio i casi più difficili."
Nel 1939, diventa membro della Société Psychanalytique de Paris.

### Vita personale e professionale
Françoise Dolto lavora in ambulatorio con gli adulti e in istituto con i bambini e le bambine: la policlinica Ney, l'ospedale Trousseau (dove assicura consulti gratuiti dal 1940 al 1978), al Centre médico-psycho-pédagogique Claude-Bernard a partire dal 1947, e infine al Centre médico-psycho-pédagogique (CMPP) Étienne-Marcel dal 1964 al 1981.
Nel dicembre 1942 è assunta nel Centro della madre e del bambino, un istituto della Fondazione per lo studio dei problemi umani.
A febbraio 1942, sposa Boris Dolto (1899-1981), vero nome Boris Ivanovitch Doltovitch, il fondatore di un nuovo metodo di fisioterapia in Francia nonché di una scuola di podologia. Da qui in poi le sue opere verranno firmate Dolto. S'interessano entrambi del rapporto tra corpo e psiche, la loro collaborazione sarà molto produttiva. Hanno due bambini, Yvan-Chrysostome, nato nel 1943 e morto nel 2008, attore e cantante col nome d'arte Carlos, Grégoire, nato nel 1944, ingegnere e architetto navale, e una bambina, Catherine Marie, nata nel 1946, che segue le orme materne, diventando medico e haptoterapeuta.
Françoise comincia a pubblicare libri importanti negli anni 1956 e 1957, espone nel 1960, in occasione del colloquio internazionale di Amsterdam, la ricerca commissionata da Lacan sulla sessualità femminile e diventa in questo periodo una delle "figure di maggiore rilevanza del movimento psicanalitico".
Nel 1964, dopo la seconda scissione del movimento psicoanalitico francese, partecipa con Lacan alla creazione della Scuola Freudiana di Parigi e svilupperà il suo insegnamento nel corso degli anni seguenti in questo ambito, in particolare il suo seminario sulla psicanalisi infantile. Nel 1971 viene pubblicato Il Caso Dominique e una riedizione della tesi Psicanalisi e pediatria che diventano successi letterari e vengono pubblicati ancora oggi.
Le trasmissioni radio donano risonanza alle sue idee dal 1976 al 1978, anno dove terminano le sue visite consultive all'ospedale Trousseau. Nel 1979 nasce la prima "Casa Verde".
Nel 1980 la Scuola Freudiana viene sciolta da Lacan. Françoise Dolto pubblicherà ancora opere come Il gioco del desiderio, L'immagine inconscia del corpo, La causa dei bambini ma, affetta da fibrosi polmonare, muore nel 1988.

## Lavori e contributo

### Idee maggiori
Françoise Dolto fu una fervente sostenitrice della "causa dei bambini", facendo del bambino sofferente e dei suoi rapporti con la madre il suo dominio prediletto di analisi.
Dalle sue opere emergono molte idee maggiori: 
- il bambino è una persona;
- tutto è linguaggio (gesti, sguardi...);
- il "parlare vero": non mentire al bambino perché "non si può mentire all'inconscio, conosce sempre la verità". "Il bambino ha sempre l'intuizione della sua storia. Se la verità gli viene detta, questa verità lo costruisce";
- l'immagine inconscia del corpo: per lei i disegni dei bambini rappresenterebbero i loro propri corpi; la presa di coscienza del proprio corpo è una tappa della strutturazione del soggetto e dell'individuo;
- il "complesso del gambero": metafora impiegata per rappresentare la crisi adolescenziale; l'adolescenza non è semplicemente il lavoro dell'adolescente e le crisi sono tappe essenziali e necessarie; l'adolescenza è cadere per meglio risalire.
- Il lavoro terapeutico con una bambina può essere favorito dall'uso di oggetti di gioco intermedi, come la bambola fiore (una bambola che ha un fiore al posto della testa) che aiuta la sua narcisizzazione.
- In casi estremi l'analista realizza il contenimento delle pulsioni del bambino mettendo a disposizione il proprio corpo.

## Controversie
Di fronte ad alcune frasi sconcertanti e inaccettabili, dove la Dolto generalizza casi clinici singolari, relativi all'incesto padre-figlia, Élisabeth Roudinesco, importante storica della psicoanalisi, biografa di Lacan (e, a sua volta, al centro di polemiche e chiamate in giudizio) ha denunciato in un'intervista a Eric Favereau il rischio di cadere in un culto del personaggio prigioniero del suo stesso mito. La Roudinesco ha deplorato che alcune dichiarazioni superficiali e paradossali della Dolto rischino di deturpare il valore di un'opera di trenta volumi.

## Opere in italiano
- Il caso Dominique, Milano: Bompiani, 1972
- Psicoanalisi e pediatria. I fondamenti della psicoanalisi, osservazioni cliniche su sedici casi, Milano: Bompiani, 1973
- Psicanalisi del Vangelo, Milano: Rizzoli, 1978
- La libertà d'amare, Milano: Rizzoli, 1979
- Quando c'è un bambino. Una grande psicoanalista risponde alle domande dei genitori, Milano: Emme, 1979
- Parlandone è più facile, Milano: Emme, 1982
- Seminario di psicanalisi infantile, Milano: Emme, 1984
- Il gioco del desiderio. Saggi clinici, Torino: SEI, 1987 ISBN 88-05-03976-4
- Le parole dei bambini e l'adulto sordo, Milano: Mondadori, 1988 ISBN 88-04-30391-3 ISBN 88-04-35170-5
- Adolescenza. Esperienze e proposte per un nuovo dialogo con i giovani tra i 10 e i 16 anni, Milano: Mondadori, 1990 ISBN 978-88-04-54326-8
- Inconscio e destini. Psicologia della pre-adolescenza, Roma: Sovera, 1991 (con Jean-François de Sauverzac) ISBN 88-85119-56-5
- I problemi degli adolescenti, Milano: Longanesi, 1991; Tea, 2004 ISBN 88-502-0968-1
- Quando i genitori si separano, Milano: Mondadori, 1991 ISBN 978-88-04-53132-6
- Come allevare un bambino felice e farne un adulto maturo, Milano: Mondadori, 1992 ISBN 978-88-04-53133-3
- Il desiderio femminile, Milano: Mondadori, 1994 ISBN 88-04-40370-5
- I problemi dei bambini, Milano: Mondadori, 1995 ISBN 978-88-04-54325-1
- I dialoghi di Quebec, Roma: Sovera, 1996 (con Jean-François de Sauverzac) ISBN 88-85119-93-X
- L'immagine inconscia del corpo, Como: Red, 1996 ISBN 978-88-573-0326-0
- Solitudine felice. Interiorità e comunicazione dalla nascita all'età adulta, Milano: Mondadori 1996 ISBN 88-04-43483-X
- Quando i bambini hanno bisogno di noi, Milano: Mondadori, 1998 (con Nazir Hamad) ISBN 88-04-44895-4
- Il bambino e la città, Milano, Mondadori, 2000 ISBN 88-04-47724-5
- Infanzia, Milano: Archinto, 2003 ISBN 88-7768-381-3
- Il bambino dello specchio, Genova: Marietti, 2011 (con Juan-David Nasio) ISBN 978-88-211-8540-3
- I Vangeli alla luce della psicoanalisi. La liberazione del desiderio, Milano: Et al., 2012 (con Gérard Sévérin) ISBN 978-88-6463-083-0
- La fede alla luce della psicoanalisi. La vita del desiderio, Milano: Et al., 2013 (con Gérard Sévérin) ISBN 978-88-6463-130-1

## Opere non tradotte
- Enfances, Editions du Seuil, Parigi, 1986. ISBN 2-02-010304-4
- L'Enfant du miroir, (con Juan-David Nasio), Rivages/Poche, Parigi, 1987. ISBN 2-86930-415-3
- L'éveil de l'esprit, (con Antoinette Muel), Aubier, ISBN 2-7007-2041-5
- Autoportrait d'une psychanalyste 1934-1988, Seuil, 1989, ISBN 2-02010934-4